# Domingo Gil Blanco
Domingo Gil Blanco   (Montbrió del Camp, 10 d'abril de 1960), més conegut com a Mingo Gil, és un ex-pilot català de motociclisme de velocitat que destacà en competicions estatals durant la dècada de 1980, després d'haver-se donat a conèixer el 1978 en guanyar la primera edició del Critèrium Solo Moto. Durant la seva carrera aconseguí entre altres èxits un Campionat d'Espanya de resistència (1980) i un Subcampionat d'Espanya de velocitat (1982). A banda, les temporades de 1985 i 1986 disputà el Campionat del Món de velocitat en la categoria dels 80cc com a pilot oficial d'Autisa.
Actualment, ja retirat de la competició, resideix a Reus i treballa de delegat de la casa de lubricants Gulf a la zona de Tarragona.

## Trajectòria esportiva
Apassionat per les curses de motociclisme de competició des de petit, Gil heretà la Derbi Tricampeona 49 cc de son germà Rafael i la transformà estèticament en una moto de competició.
El 1978, a 18 anys, en assabentar-se de la creació per part de la revista barcelonina Solo Moto d'un nou campionat per a principiants, el Critèrium Solo Moto AGV (programat a tres curses per a motocicletes de 250cc) li comprà una Montesa Blitz al pilot Ferran Prous i s'hi presentà, proclamant-se'n campió davant de més de 200 inscrits (entre els quals el futur Campió del món de 250cc Sito Pons). El premi per al guanyador del Critèrium consistia en una motocicleta Arisco de 250cc i una plaça dins el potent equip de curses de l'escuderia JJ-Recmo per a la temporada següent. El 1979, doncs, integrat a l'equip de JJ i amb Pere Xammar de company, seguí el Campionat d'Espanya de velocitat en la categoria de 250cc, tot pilotant la Siroko amb motor de Yamaha TZ 250 d'Antonio Cobas. A causa de diverses avaries no aconseguí cap resultat destacat.
El 1980 continuà dins l'escuderia JJ (ara esdevinguda JJ-Brando), tot participant amb Josep Maria Mallol i Carles Cardús de companys al Campionat d'Espanya (Mallol equipat amb una Yamaha i Gil i Cardús amb sengles Siroko). Al mateix temps, amb Cardús de company participà en el Campionat d'Espanya de Resistència amb una Montesa 360cc, aconseguint finalment el campionat en la categoria fins a 500cc. Al campionat estatal de velocitat repetí els mals resultats de l'any anterior per culpa de les avaries.
El 1981 seguí dins JJ-Brando amb els mateixos companys i la mateixa moto (tot i que ara la Siroko anava equipada amb motor Rotax en comptes de Yamaha). Aquell any hagué d'anar a fer el servei militar, però tot i així les poques curses que va poder córrer se saldaren amb bons resultats. El 1982, acabada la "mili", aconseguí un lloc a l'equip de competició "Le Mans" per a competir al costat de Min Grau amb una Yamaha TZ 250. Aquella temporada assolí molt bons resultats al campionat estatal, victòria inclosa, i hi quedà finalment subcampió darrere de Carles Cardús.
El 1983, havent-se dissolt l'equip "Le Mans", Gil decidí de seguir amb la moto de l'any anterior tot i haver quedat desfasada. Participa també a les Motociclismo Series amb una Suzuki 1000 cc, aconseguint-hi grans resultats i proclamant-se'n guanyador final. El 1984 tingué diversos problemes i hagué de canviar sovint d'equip, corrent un altre cop amb motos antiquades en velocitat, malgrat que en la resistència tingué més sort i entrà a l'equip Folch Endurance per a pilotar-hi una Yamaha FJ 1100. D'altra banda, revalidà la victòria final a les Motociclismo Series.
El 1985 fitxà per Autisa per a disputar el mundial de 80cc, amb Joan Ramon Bolart de company, però saldà la seva primera temporada internacional amb moltes avaries i caigudes. Malgrat tot, aconseguí algun resultat destacat com ara el sisè lloc a Le Mans. Pel que fa a la resistència, seguí a l'equip Folch amb una Yamaha FZ 750.
El 1986, el seu segon any al mundial amb l'equip Autisa, tant ell com Bolart patiren diverses avaries (Gil pogué acabar només 3 curses) i, a més, al final de la temporada Autisa decidir deixar-lo sense moto de cara a la següent, tot cedint-li a Luis Miguel Reyes la que li hauria d'haver correspost a ell. En vistes de la situació i atesa la manca de patrocinadors i d'equip per a 1987, a finals d'any Gil decidí retirar-se definitivament de la competició.

## Palmarès[7]
- 1978
  - Campió d'Espanya Júnior (Copa RFME)
  - Guanyador del I Critèrium Solo Moto-AGV
- 1980
  - Campió d'Espanya de Resistència 500cc
- 1982
  - Subcampió d'Espanya de velocitat 250cc
- 1983
  - Guanyador de les Motociclismo Series (F1 Prototipos)
- 1984
  - Guanyador de les Motociclismo Series (F1 Siluetas)

### Resultats al Mundial de motociclisme[8]
| Any   | Categoria | Moto   | Curses | Victòries | Podi | Pole | Fast lap | Punts | Posició |
| ----- | --------- | ------ | ------ | --------- | ---- | ---- | -------- | ----- | ------- |
| 1985  | 80cc      | Autisa | 1      | 0         | 0    | 0    | 0        | 5     | 16è     |
| 1986  | 80cc      | Autisa | 3      | 0         | 0    | 0    | 0        | 5     | 18è     |
| Total |           |        | 4      | 0         | 0    | 0    | 0        | 10    |         |